# ATM (computador)
ATM (ou ATM Turbo) é um clone do ZX Spectrum desenvolvido em Moscou em 1991, por duas empresas, MicroArt e ATM. Possui uma UCP Zilog Z80 em 7 MHz, 1024 KiB de RAM, 128 KiB de ROM, PSG AY-8910 (dois, nos modelos aperfeiçoados), DAC de 8 bits, ADC de 8 bits e 8 canais, RS-232, Centronics, Beta Disk Interface, interface ATA, teclado IBM PC/AT/IBM PC-XT, modo de texto (80x25, 16 cores, padrão de 8x8) e 3 modos gráficos.
É um dos mais poderosos computadores domésticos pós-soviéticos. Embora o BK-0010 seja mais conhecido, o ATM vem angariando popularidade.

## História
O ATM foi desenvolvido com base no famoso Pentagon e produzido até 1994 pela ATM e MicroArt. Depois, as empresas se separaram e pararam a produção.
Em 2004, a NedoPC de Moscou reiniciou a produção.

## Modos gráficos
O modo 640x200 possuem um byte de atributo de cor para cada 8 pixels. A diferença para o Profi é que o ATM possui o conjunto completo de 16 cores tanto para INK quanto para PAPER.
O modo 320x200 (16 cores) é o raster comum, mas não semelhante ao EGA (é chunk de dois pixels, não planar como o EGA). Dois jogos para este modo foram convertidos diretamente do PC: Prince of Persia e Goblins, e um do Sony PlayStation: Time Gal. Existem alguns outros jogos para este modo gráfico. O mais recente é Ball Quest (agosto de 2006).
O terceiro modo é o padrão de 256x192 pixels do ZX Spectrum.
Uma paleta de 16 cores de 64 é estabelecida para todos os modos.

## Modelos
Existem muitos modelos, sendo o mais recente o 7.10 (com alguns defeitos consertados pela NedoPC). Os modelos < v6.00 são chamados ATM 1, e os modelos posteriores de ATM 2(2+), ATM Turbo 2(2+) ou simplesmente Turbo 2+. A IDE está disponível desde a versão v6.00.

## Sistemas operacionais
Sinclair BASIC 48 e 128, TR-DOS, CP/M, iS-DOS, TASiS, DNA OS e Mr Gluk Reset Service.

## Emulador
- Unreal Speccy v0.27 e superior.